# Luzio
Luzio é uma povoação portuguesa do Município de Monção que foi sede da extinta Freguesia de Luzio, freguesia que tinha 6,18 km² de área e 120 habitantes (2011). A sua densidade populacional era 19,4 h/km².
A Freguesia de Luzio foi extinta (agregada) pela reorganização administrativa de 2012/2013, tendo o seu território sido agregado ao da Freguesia de Anhões para criar a Freguesia de União de Freguesias de Anhões e Luzio.

## População
| População da freguesia de Luzio | População da freguesia de Luzio | População da freguesia de Luzio | População da freguesia de Luzio | População da freguesia de Luzio | População da freguesia de Luzio | População da freguesia de Luzio | População da freguesia de Luzio | População da freguesia de Luzio | População da freguesia de Luzio | População da freguesia de Luzio | População da freguesia de Luzio | População da freguesia de Luzio | População da freguesia de Luzio | População da freguesia de Luzio |
| ------------------------------- | ------------------------------- | ------------------------------- | ------------------------------- | ------------------------------- | ------------------------------- | ------------------------------- | ------------------------------- | ------------------------------- | ------------------------------- | ------------------------------- | ------------------------------- | ------------------------------- | ------------------------------- | ------------------------------- |
| 1864                            | 1878                            | 1890                            | 1900                            | 1911                            | 1920                            | 1930                            | 1940                            | 1950                            | 1960                            | 1970                            | 1981                            | 1991                            | 2001                            | 2011                            |
| 318                             | 360                             | 355                             | 327                             | 352                             | 329                             | 332                             | 300                             | 320                             | 313                             | 324                             | 221                             | 178                             | 151                             | 120                             |

| Distribuição da População por Grupos Etários | Distribuição da População por Grupos Etários | Distribuição da População por Grupos Etários | Distribuição da População por Grupos Etários | Distribuição da População por Grupos Etários | Distribuição da População por Grupos Etários | Distribuição da População por Grupos Etários | Distribuição da População por Grupos Etários | Distribuição da População por Grupos Etários | Distribuição da População por Grupos Etários |
| -------------------------------------------- | -------------------------------------------- | -------------------------------------------- | -------------------------------------------- | -------------------------------------------- | -------------------------------------------- | -------------------------------------------- | -------------------------------------------- | -------------------------------------------- | -------------------------------------------- |
| Ano                                          | 0-14 Anos                                    | 15-24 Anos                                   | 25-64 Anos                                   | > 65 Anos                                    |                                              | 0-14 Anos                                    | 15-24 Anos                                   | 25-64 Anos                                   | > 65 Anos                                    |
| 2001                                         | 9                                            | 12                                           | 65                                           | 65                                           |                                              | 6,0%                                         | 7,9%                                         | 43,0%                                        | 43,0%                                        |
| 2011                                         | 1                                            | 10                                           | 47                                           | 62                                           |                                              | 0,8%                                         | 8,3%                                         | 39,2%                                        | 51,7%                                        |

## Património
- Igreja Paroquial de Luzio;
- Capela de São Paio ou Senhora do Desterro, no Monte do Peago.